# فريدريك كارل فليك

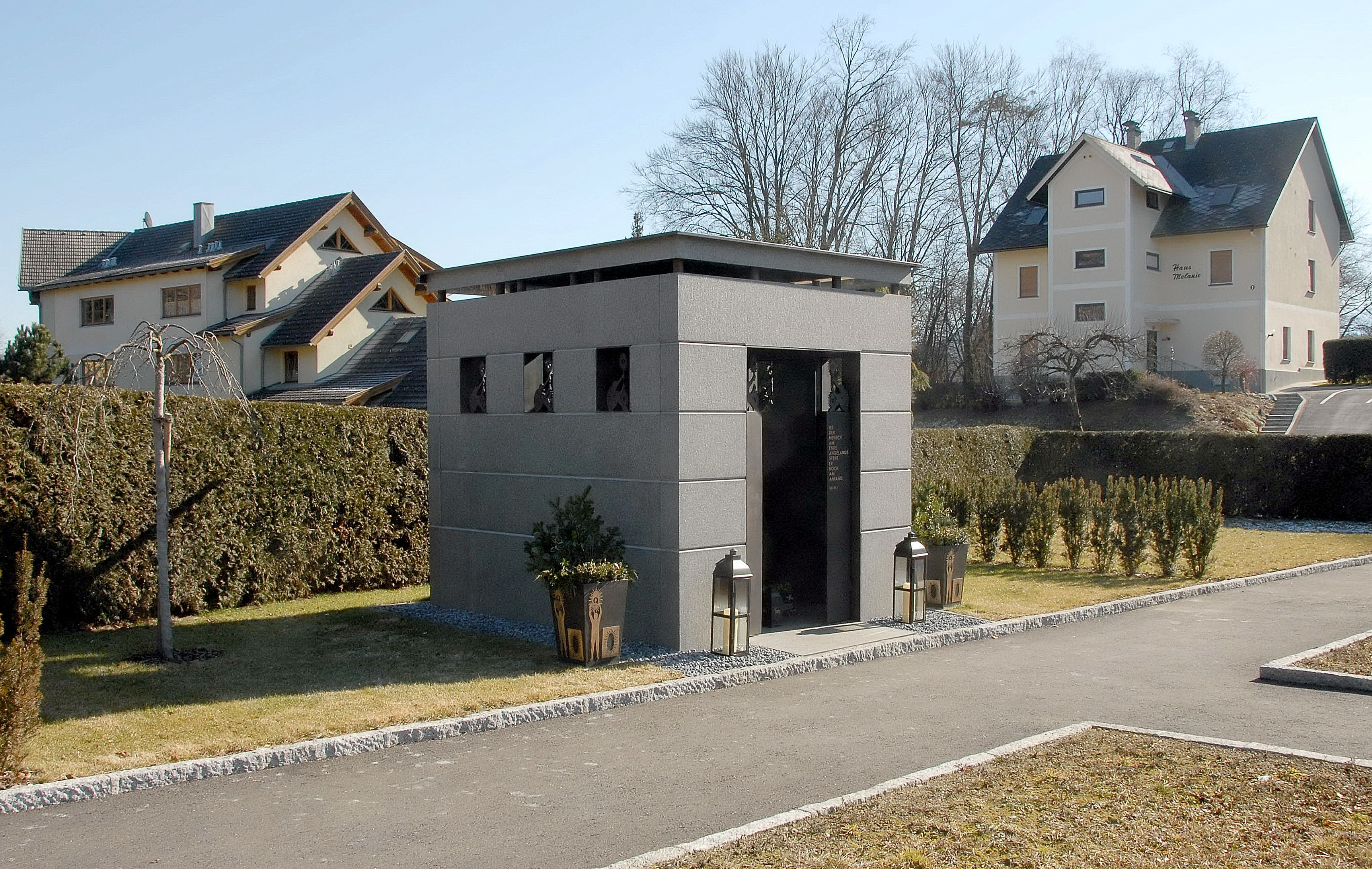

فريدريك كارل فليك (بالألمانية: Friedrich Karl Flick)‏ هو رائد أعمال ألماني، ولد في 3 فبراير 1927 في برلين في ألمانيا، وتوفي في 5 أكتوبر 2006 في Schiefling am Wörthersee ‏ في النمسا.

## وصلات خارجية
- فريدريك كارل فليك على موقع مونزينجر (الألمانية)
- فريدريك كارل فليك على موقع إن إن دي بي (الإنجليزية)